# 海南臭黄荆
海南臭黄荆（学名：Premna hainanensis）为马鞭草科豆腐柴属下的一个种。其种加词“hainanensis”意为“海南的”。